# Arts Vision
Arts Vision Incorporated (株式会社アーツビジョン?, Kabushiki-gaisha Ātsu Bijon) è una società giapponese che rappresenta numerosi doppiatori nipponici. È stata fondata nel 1984 da Sakumi Matsuda.

## Seiyū affiliati con Aoni
- Sayaka Aida
- Yuri Amano
- Yu Asakawa
- Eiji Asanuma
- Isshin Chiba
- Kaoru Fujino
- Tomoe Hanba
- Risa Hayamizu
- Nobuyuki Hiyama
- Sōichirō Hoshi
- Yayoi Jinguji
- Yoshio Kawai
- Masayo Kurata
- Eiji Maruyama
- Miyuki Matsushita
- Yūji Mikimoto
- Hironori Miyata
- Kaori Mizuhashi
- Jun Mizusawa
- Toshiyuki Morikawa
- Takashi Nagasako
- Miki Narahashi
- Tomomichi Nishimura
- Kazuo Oka
- Takeharu Ōnishi
- Chika Sakamoto
- Yūko Sasamoto
- Akira Sasanuma
- Ikuya Sawaki
- Hekiru Shiina
- Katsumi Shiga
- Katsumi Suzuki
- Kenichi Suzumura
- Wataru Takagi
- Yoshino Takamori
- Fujiko Takimoto
- Chiharu Tezuka
- Nobuo Tobita
- Kōsuke Toriumi
- Kumiko Watanabe
- Miho Yamada
- Kozue Yoshizumi
- Yuuki Kaji
- Michihiko Hagi

## Seiyū precedentemente affiliati con Arts Vision
- Masumi Asano
- Megumi Hayashibara
- Yui Horie
- Yumiko Kobayashi
- Mami Kosuge
- Kotono Mitsuishi
- Kumi Sakuma
- Chiaki Takahashi
- Yūji Ueda
- Narumi Tsunoda
- Chisa Yokoyama
- Chihiro Suzuki